# Charles Fraser-Smith
Charles Fraser-Smith (* 1904; † 9. November 1992) war ein britischer Ingenieur und diente dem Autor Ian Fleming als reale Vorlage für die Figur des Q in den Romanen um den Geheimagenten James Bond.

## Werdegang
Charles Fraser-Smith begann seine Laufbahn völlig unmilitärisch als Missionar in Marokko, wo er recht schnell zu improvisieren lernte und alle möglichen raren Dinge des täglichen Bedarfs beschaffen konnte. Als er Anfang der 1930er Jahre in England über seine Erfahrungen berichtete, wurde er vom Direktor des Ministeriums für Versorgung „entdeckt“.
Fraser-Smith wurde sofort an einem geheimen Auftrag beteiligt: Noch vor dem Ausbruch des Spanischen Bürgerkriegs (1936–1939) sollten britische Agenten die dortige Armee infiltrieren. Ziel der Geheimdienstaktivitäten war es, die drohende Zusammenarbeit der konservativen Franco-Spanier mit den Deutschen zu stören. Charles Fraser-Smith wurde Mitarbeiter der Abteilung für Kleidung und Textilien (Department CT6).
Für ihre Aufgabe brauchten die Agenten einhundert spanische Uniformen. Bei der Nachfrage für den benötigten Stoff an einen der führenden Hersteller legte er ausdrücklich Wert darauf, dass dieser „dick, rau, billig und hässlich“ sein sollte. Es dauerte weitere drei Verhandlungsrunden, bis der Textilfabrikant die richtige Ware liefern konnte. Der Unternehmer – dem der wahre Einsatzzweck natürlich unbekannt geblieben war – hatte wesentlich bessere Qualität geliefert, mit der Bemerkung, er übernehme die Preisdifferenz gern, schließlich gehe es um Englands Belange.
Doch Charles Fraser-Smith hatte fortan – und nach Kriegsausbruch 1939 verstärkt – nicht nur Textilien zu beschaffen, sondern auch andere Dinge des Agentenbedarfs: kleine Fotoapparate, Pistolen im Winzformat bis hin zu Koffern und anderen Gepäckstücken aus Kontinentaleuropa. Manches konnte er ertrödeln oder gar im Fundbüro abholen, falls nötig und möglich wurden die ursprünglichen Eigentümer mit nagelneuem Ersatz entschädigt.
Weitere Gegenstände mussten wie Bleistifte mit einer Stahlnadel oberhalb einer (Graphit)-Bleistiftspitze, mit denen alliierte Fliegerbesatzungen, aber vor allem SOE-Agenten ausgestattet wurden, eigens hergestellt werden. Zu diesen Gegenständen gehörten auch Seidenkarten oder ein Minikompass, damit sie sich nach einem Abschuss über dem Reichsgebiet orientieren konnten.
Zusammengesetzt wurden die Teile in der ältesten Bleistiftfabrik Englands, in der Cumberland Pencil Company in Keswick (im Lake District, etwa 40 Kilometer südwestlich von Carlisle). Produktionsleiter war der Technikchef der Firma. Da nur wenige Menschen von diesen geheimnisvollen Produkten wissen durften, produzierten die leitenden Angestellten nachts und an Wochenenden diese in den Werkräumen, höhlten bereits fertiggestellte Bleistifte etwa zwölf Zentimeter tief aus, versenkten und schoben auf Seidenpapier gedruckte und auf einen Draht gerollte Karte darin, setzten oben den kleinen Kompass drauf und überklebten ihn zur Tarnung mit einem Radiergummi. Insgesamt vier unterschiedliche Karten gab es, der Stift mit der Produktionsnummer 101 enthielt eine von Deutschland in großem Maßstab, die folgenden Nummern wurden mit Detailkarten bestückt. Zu sehen sind die Stifte im Firmenmuseum in Keswick.
Ein Teil des Jobs bestand darin, Spionagematerial in unverdächtigen Alltagsgegenständen zu verstecken, ein anderer, diese Spezialausrüstung herzustellen. Fraser-Smith experimentierte etwa mit essbaren Karten, die auf Reispapier gedruckt waren, andere Orientierungshilfen sollten erst dann – etwa auf Taschentüchern – erkennbar werden, wenn sie mit Flüssigkeit benetzt wurden, die wirklich jeder stets mit sich trägt: Urin. Und Notizzettel sollten bei Entdeckungsgefahr sofort spurlos vernichtet werden können, mit Magnesium imprägniertes Papier verbrannte blitzartig, ohne Asche zu hinterlassen.
Als Charles Fraser-Smith einmal deutsche Fliegerjacken „nachempfinden“ sollte, entwickelte er gleich eine wertvolle Ergänzung der Royal-Air-Force-Jacken. Diese enthielten zwar aufblasbare Schwimmwesten, in vielen Notfällen waren die Besatzungsmitglieder aber schon zu schwach, um sie mit Atemluft zu füllen. CFS stattete die Kammern mit Pressluftkapseln aus, die leicht zu bedienen waren.
Zu den weiteren Entwicklungen des Selfmade-Spionageingenieurs gehörten:
- spezielle Taschenlampen, die mit nur einer Batterie völlig normal arbeiteten, die andere diente als geheimer Behälter,
- Feuerzeuge, die Miniaturkameras enthielten,
- Rasierpinsel und Haarbürsten zum Aufschrauben, mit Linksgewinde, damit sie sich nicht versehentlich öffnen ließen,
- magnetische Rasierklingen, die als Kompass eingesetzt werden konnten,
- Schuhbänder, in die ein Sägedraht eingelassen war,
- Teleskope in Zigarettenspitzen, sie wurden mit Gebrauchsspuren wie Nikotin- und Teerflecken versehen,
- Notrationen mit konzentrierter Nahrung in Zahnpastatuben.

## Werke
- Secret warriors: hidden heroes of MI6, OSS, MI9, SOE, and SAS. Paternoster Press, Exeter 1984, ISBN 0-85364-393-8.
- The secret war of Charles Fraser-Smith: The 'Q' gadget wizard of World War Two. Paternoster Press, Exeter 1987, ISBN 0-85364-409-8.

| Personendaten    | Personendaten                                                                                    |
| ---------------- | ------------------------------------------------------------------------------------------------ |
| NAME             | Fraser-Smith, Charles                                                                            |
| KURZBESCHREIBUNG | britischer Ingenieur, Vorlage für die Figur des Q in den Romanen um den Geheimagenten James Bond |
| GEBURTSDATUM     | 1904                                                                                             |
| STERBEDATUM      | 9. November 1992                                                                                 |